# Johann Evangelist Winkler
Johann Evangelist Winkler (* 26. November 1885 in Passau; † 27. April 1945 ebenda) war ein deutscher römisch-katholischer Geistlicher und Märtyrer.

## Leben
Johann Evangelist Winkler war der Sohn eines Porzellanmalers. Er wuchs in Passau auf, wurde Priester und kam 1938 auf seine zweite Pfarrstelle in Hutthurm (15 km nördlich von Passau). Dort bekundete er mehrfach seine Gegnerschaft gegen den Nationalsozialismus. Die am 25. August 1941 aus den Schulräumen entfernten Kreuze wurden aufgrund des heftigen Protestes der Bevölkerung am 4. September wieder angebracht. Winkler meldete seinem Bischof die Verschleppung der geistig Behinderten in die Tötungsanstalt Hartheim. Er kämpfte gegen die im örtlichen Krankenhaus vorgenommenen Zwangsabtreibungen an Zwangsarbeiterinnen.
Als bei Anrücken der Amerikaner am 25. April 1945 eine Abteilung der 2. SS-Panzerdivision die Verteidigung von Hutthurm übernahm, wurden bei der Durchsuchung des Pfarrhauses eine deutsche Flagge ohne Hakenkreuz und eine amerikanische Flagge gefunden. Winkler wurde verhaftet, in Passau verhört, freigelassen, von der SS wieder verhaftet und zum Tode verurteilt. Der genaue Ort der Hinrichtung (mit anderen zusammen) ist nicht bekannt. Zu einer Trauerfeier kam es erst am 6. November 1945.

## Gedenken
Die deutsche Römisch-katholische Kirche hat Johann Evangelist Winkler als Märtyrer aus der Zeit des Nationalsozialismus in das deutsche Martyrologium des 20. Jahrhunderts aufgenommen.

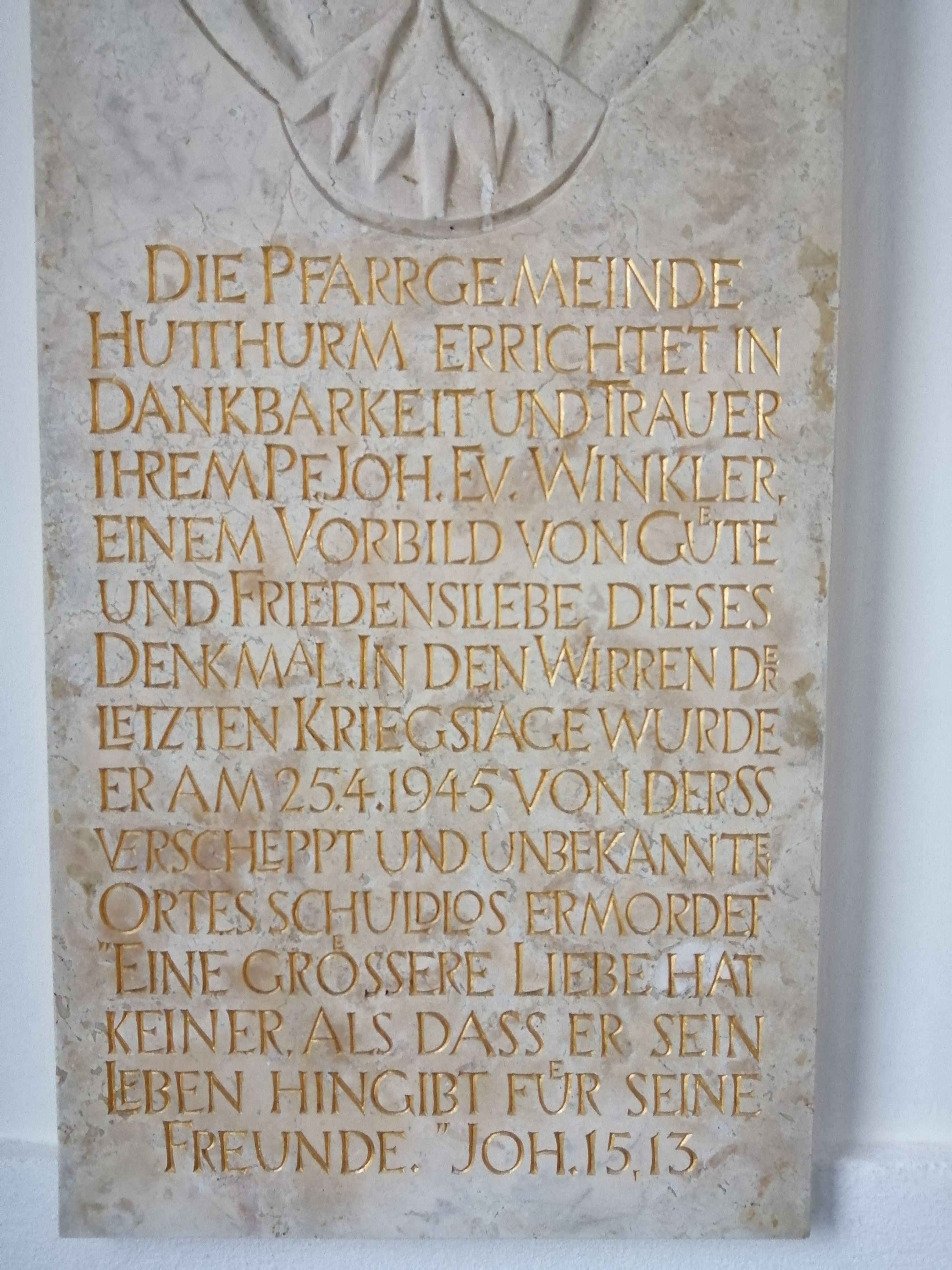
Gedenkstein Johann ev. Winkler